# Nethinius cribratus
Nethinius cribratus là một loài bọ cánh cứng trong họ Cerambycidae.